# بنزوکینون
بنزوکینون (C6H4O2) نوعی کینون با یک حلقهٔ بنزن است که دو شکل آن وجود دارد:
- ۱٬۴-بنزوکینون،  رایج‌تر (پارا-بنزوکینون، پی-بنزوکینون، پارا-کینون و کینون نیز خوانده می‌شود)
- ۱٬۲-بنزوکوینون،  نارایج‌تر (ارتو-بنزوکینون، او-بنزوکینون و ارتو-کینون نیز خوانده می‌شود)

این ماده در زمین‌ساقه نوعی زنبق یافت می‌شود.